# Kamnaskires IV
Kamnaskires IV (fl. I secolo a.C.) fu re di Elimaide dal 62/61 o 59/58 a.C. al 56/55 a.C.
Il suo nome è conosciuto solo dalle sue monete, che recano leggende pseudo-greche: sono dracme e tetradracme che mostrano un sovrano in stile greco e recanti sul rovescio c'è un'immagine di Zeus.
Nel 65 a.C., un re di Elimaide inviò dei doni al generale romano Gneo Pompeo Magno (Plutarco, Pompeo 36): per ragioni cronologiche, questo re potrebbe essere stato Kamnaskires IV, che avrebbe dunque cercato sostegno contro i Parti, mossa politica che suggerisce che gli Elimaidi stavano lottando per l'indipendenza.